# Ramón Bueno Tizón
Ramón Bueno Tizón (Lima, 25 de octubre de 1973) es un escritor peruano.

## Biografía
Ramón Bueno Tizón estudió Derecho y Ciencias Políticas en la Universidad de Lima. Su primer libro de cuentos, Los días tan largos (Solar, 2006), fue publicado en Lima y generó posiciones disímiles, tanto a favor como en contra.
Con la publicación de la colección de cuentos La mujer ajena (Candaya, 2014) se dio a conocer en España.
Relatos suyos han aparecido en antologías editadas tanto en España como en Perú, tales como Emergencias, doce cuentos iberoamericanos (Candaya, 2013) y El fin de algo. Antología del nuevo cuento peruano 2001-2015 (Santuario, 2015).
En el año 2019 publicó en España su primera novela, Breviario de pequeñas traiciones (Candaya, 2019).
Z